# Fluitenkruidbij
De fluitenkruidbij (Andrena proxima) is een vliesvleugelig insect uit de familie Andrenidae. De wetenschappelijke naam van de soort is voor het eerst geldig gepubliceerd in 1802 door Kirby.

## Uiterlijk
Deze zandbijen zijn acht tot tien millimeter lang. Bij de vrouwtjes is het borststuk bruinachtig behaard, de mannetjes hebben zwarte beharing op kop en borststuk. Beide geslachten hebben met gebroken banden van wit haar op de tergieten, de mannetjes hebben die ook op de einden van de sternieten. Het achterlijf glanst en het propodeum heeft vrij grote rimpels.

## Verspreiding in Nederland
De soort komt vrij algemeen voor ten zuiden van de lijn Amsterdam - Zutphen

## Levenswijze
In min of meer stedelijke omgeving zoeken de bijen hun voedsel vooral in houtige begroeiing, verder ook langs bermen en taluds. Fluitenkruid en andere schermbloemigen zoals zevenblad en dolle kervel zijn veelvoorkomende drachtplanten. Het maaien van drachtplanten tussen half april en half juni kan fataal zijn voor populaties die daarvan afhankelijk zijn, vooral het verwijderen van zowel fluitenkruid als houtige begroeiing is zeer schadelijk voor deze bij.